# Нитрид нептуния
Нитрид нептуния — бинарное неорганическое соединение
нептуния и азота
с формулой NpN,
чёрные кристаллы,
не растворяется в воде.

## Получение
- Реакция свежеполученного гидрида нептуния и аммиака:

{\displaystyle {\mathsf {NpH_{3}+NH_{3}\ {\xrightarrow {750-775^{o}C}}\ NpN+3H_{2}}}}
- Реакция нептуния и азота:

{\displaystyle {\mathsf {2Np+N_{2}\ {\xrightarrow {600^{o}C}}\ 2NpN}}}

## Физические свойства
Нитрид нептуния образует чёрные кристаллы
кубической сингонии,
пространственная группа F m3m,
параметры ячейки a = 0,48987 нм, Z = 4.
Не растворяется в воде.

## Химические свойства
- Разлагается при сильном нагревании:

{\displaystyle {\mathsf {2NpN\ {\xrightarrow {T}}\ 2Np+N_{2}}}}